# 新西兰历史
新西兰的历史最早可以追溯到700年前。当时波利尼西亚人发现并定居于此。他们发展了一种依赖于血缘和土地的毛利文化。最先发现新西兰的欧洲探险家是阿貝爾·塔斯曼于1642年12月13日。船长詹姆斯·库克于1769年10月抵达新西兰。

## 波利尼西亚人的基础
来自东波利尼西亚的波利尼西亚人最先开始在新西兰定居。这些移民的后裔被称为毛利人，他们形成了自己独特的文化。在新西兰东部的查塔姆群岛，与主岛分割的居民形成了莫利奥利人。语言学证据显示莫利奥利人是主岛上的毛利人向东探索定居的人。

## 早期接触
荷兰船长亚伯·塔斯曼于1642年12月航至新西蘭南島北端，他是已知最早抵达新西兰的欧洲人。他将此地命名为斯塔滕地（Staten Landt）。1645年，荷兰的制图师以荷兰的兹兰省，把此地改名为拉丁文Nova Zeelandia或荷兰文Nieuw Zeeland。之后100多年，库克在1769-1770年访问此岛，按照英语意思，称为新西兰。
19世纪初期，欧洲殖民者增加了访问新西兰的次数。他们建造了数量众多的贸易点，尤其是在北面。1839年，新西兰公司宣布购买大量土地并在新西兰建立殖民地。

## 英国所有
1788年，新南威尔士建立。这块殖民地包括英国在南纬10°37'和43°39'之间太平洋上所有邻近岛屿。
1839年，新西兰公司宣布它将于新西兰建立殖民地的计划。对于许多定居者持续的无法律状态，使得英国征服采取更为强硬的行动。船长William Hobson被派往新西兰去劝说毛利人割让主权给与英国王室。为了应对新西兰公司的举动，1839年6月15日，一封专利信被签署，使得新南威尔士的领土扩大至整个新西兰。新南威尔士总督George Gipps被任命为新西兰总督。这个是第一次清晰的展现出英国政府企图合并新西兰。
1840年2月6日，霍布森和“新西兰联合部落”的大约四十个毛利首领签订了《懷唐伊條約》。该条约的英文版中，英国王室得到新西兰主权。条约的副本随后在整个地区由其他首领进行签署。有一定数量的首领拒绝签署或者未被要求。但是有超过500个首领最终签署了协议。

## 殖民时期
自19世纪中后期，新西兰的人口大规模的增加。起初，新西兰属于澳大利亚的新南威尔士的一部分。1841年7月1日，新西兰成为一个独立的殖民地。新西兰又根据1852年新西兰宪法法案建立了一个自治政府。
公元1893年， 紐西蘭女性取得投票權。

## 自治领和独立主权
新西兰起初对加入擬議中的澳大利亚联邦非常感兴趣。但之后兴趣开始减弱。1907年，新西兰决定成为一个自治领，地位和澳大利亚和加拿大相同。

### 第一次世界大战
新西兰保持着热情作为大英帝国的一部分参加第一次世界大战。共有11万人参加了大战。
新西兰在战争初期从德国人手中占领了西萨摩亚。新西兰管理了西萨摩亚直到其于1962年独立。

### 第二次世界大战
新西蘭於1939年9月5日對德國宣戰，而時任新西蘭總理於1940年3月去世，由彼得.弗雷澤接任。
第二次世界大战期间，新西兰在大英帝国中做出巨大贡献。共有12万人的部队参与其中。他们主要依靠皇家海军在北非、希腊和意大利服役。之后与美军一起与日军作战，从而保卫新西兰。

## 战后
新西兰于1947年取得独立。
1997年，珍妮·玛丽·希普利成為首位選民選出的女性總理。
1999年9月12日至9月13日，纽西蘭舉辦亞洲太平洋经合會議（ 這是第一次在纽西蘭舉辦的國際會議，是亞洲太平洋经合组織第七次會議）

## 21世纪
2016年11月14日， 新西蘭南島的Kaikoura 小鎮發生7.8級強烈地震。
2019年3月15日，新西兰南岛城市基督城的两座穆斯林清真寺被一名来自澳洲的人扫射。当日是周五主麻日，大量礼拜的人在寺庙内。这次袭击造成51人死亡和约50人受伤。值得一提的是这次袭击被袭击者放在Facebook上直播。新西兰总理杰辛达·阿德恩在演讲中称“这是新西兰最黑暗的一天”，并且积极领导努力给穆斯林群体送去关怀。她还呼吁禁止半自动步枪，并提出“基督城行动”呼吁大型科技公司为打击极端主义暴力做出努力。
2023年1月27日到2月2日，紐西蘭北島大部分地區( 包括最大城市奧克蘭 ) 經歷一塲嚴重水災，不少居民被困，最後有四人喪生，財產損失高達紐西蘭元一百九十五億.（ 資料：2023 Auckland Anniversary weekend floods wikipedia )